# Санту-Эштеван-де-Бритейруш
Санту-Эштеван-де-Бритейруш (порт. Santo Estêvão de Briteiros) — район (фрегезия) в Португалии, входит в округ Брага. Является составной частью муниципалитета Гимарайнш. Находится в составе крупной городской агломерации Большое Минью. По старому административному делению входил в провинцию Минью. Входит в экономико-статистический субрегион Аве, который входит в Северный регион. Население составляет 1348 человек на 2001 год. Занимает площадь 2,96 км².
Покровителем района считается Стефан Первомученик (порт. Santo Estêvão).